# Кінжир
Кінжи́р (рос. Кинжир) — селище у складі Тісульського округу Кемеровської області, Росія.

## Населення
Населення — 27 осіб (2010; 35 у 2002).
Національний склад (станом на 2002 рік):
- росіяни — 83 %